# Зграда Штедионице у Ваљеву
Зграда Штедионице у Ваљеву , на данашњем Тргу Десанке Максимовић, подигнута је 1906. године и представља непокретно културно добро као споменик културе.

## Историјат
Зграда некадашње Ваљевске штедионице је грађена по пројекту инежењера Чедомира Гагића и Леонида Зисића, од 18. септембра 1903. до 2. јануара 1906. године. Финансирали су је некадашњи акционари првог Новчаног завода у Србији ван Београда, основаног 1871. године. отвара се и питање судбине у њој је, после 1945. године, била смештена Ваљевска општина, да би 1967. године била тада на коришћење Радио Ваљево и листу „Напред”.
Током 2022. зграда је рунинирана чекала своју намену.

## Изглед зграде
Грађевина је спратна, са мансардом, на самој регулационој линији улице. Има монументални карактер са класицистички обрађеним тимпаноном и наглашеним низом стубова са коринтским капителима, између којих су лучно обликовани прозорски отвори. Пластична декорација је истакнута и доста је разноврсна: међуспратни венци, архитравна декорација, капители, балустраде и др.